# Hans Georg Herzog
Hans Georg Herzog (7. maj 1915 - 28. juli 2014) var en rumænsk udendørshåndboldspiller af tysk oprindelse som deltog under Sommer-OL 1936.
Han var en del af det rumænske udendørshåndboldhold, som kom på en femteplads i den olympiske turnering. Han spillede i en kamp.